# موکتزومای دوم
موکتِزوما(Moctezuma)؛ موته‌ئوکسوما شوکویوتسین(ناواتل:Motecuhzoma Xocoyotzin) یا مونته‌زومای دوم (به انگلیسی: Montezuma II)(زندگی در حدود ۱۴۶۶-۱۵۲۰) نهمین تلاتوآنی یا فرمانروای تنوچتیتلان بود. که از ۱۵۰۲ تا ۱۵۲۰ فرمانروایی نمود. در زمان فرمانروایی او بود که پیروزی‌های اسپانیا بر آزتک‌ها رخ‌نمود.

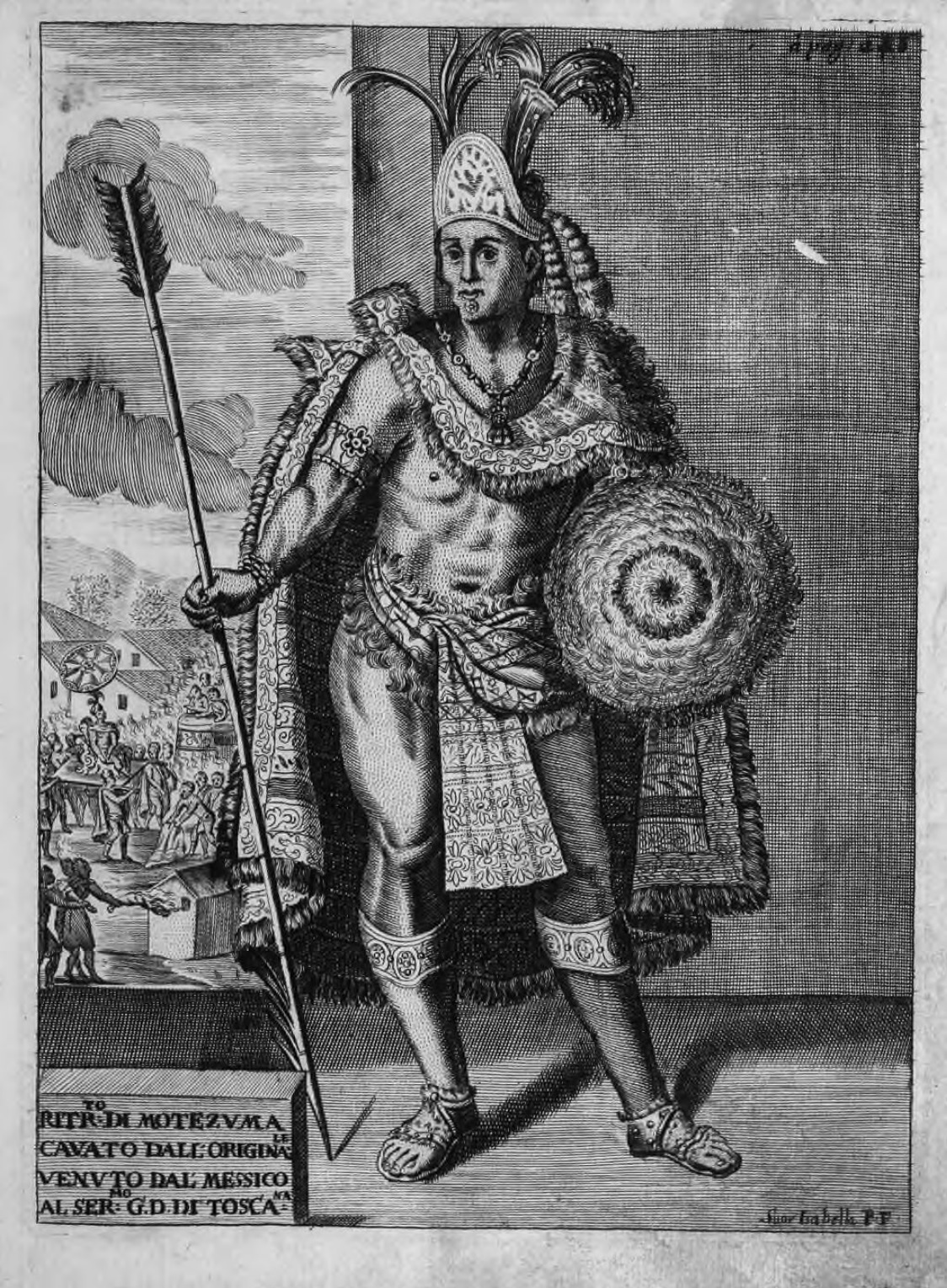

مرزهای امپراتوری آزتک در زمان موکتزومای دوم گسترش یافت؛ از جنوب تا چیاپاس و باریکه تهوانتپک را به مرزهای آزتک افزود و مردمان زاپوتک و یوپی را نیز به امپراتوریش پیوست. او سامانه شایسته‌سالار پیشین را کنار نهاد و نااشراف‌زادگان را از کار در کاخ‌ها باز داشت.
او در نبرد با اسپانیایی‌ها کشته شد.
نوهٔ موکتزومای دوم -ایلهوئیتموتسین- در آینده به اسپانیا به دربار فیلیپ دوم برده‌شد و به کیش مسیحی گروید و دیگو لوئیس دِ موکتزوما خوانده‌شد و با دختری اسپانیایی پیمان زناشویی بست و فرزندانشان بخشی از اشراف اسپانیا دانسته‌شدند.